# Lucía (canción)
«Lucía» es una canción del cantautor español Joan Manuel Serrat grabada en 1971. Originalmente forma parte del disco Mediterráneo, el último álbum producido en los estudios de Fonit Cetra. Se incluyó además en el disco de larga duración Serrat en directo, publicado en 1984.  Finalmente, una nueva grabación de esta canción, interpretada en conjunto con Silvio Rodríguez, integra también el disco cuádruple Antología desordenada, una retrospectiva de su obra en 50 canciones seleccionadas por el propio Serrat, editado por Sony en noviembre de 2014 como celebración del 50.° aniversario de su carrera artística.

## Contexto y tema de la letra

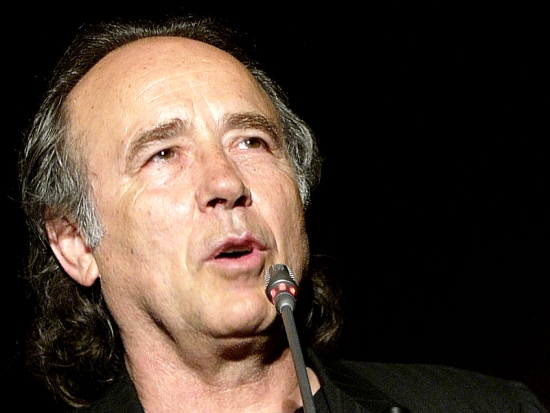
Joan Manuel Serrat, 2008

La canción es un poema al amor perdido e imposible de olvidar. Describe con sublime melancolía un sentimiento que ha quedado inscrito para siempre en la memoria («Tus recuerdos son cada día más dulces, el olvido sólo se llevó la mitad») como experiencia irrepetiblemente bella («la más bella historia de amor que tuve y tendré»).
El texto lírico de «Lucía», de verso libre y rima asonante, tiene la forma de una carta, escrita con tremenda intensidad emotiva, pero casi a fondo perdido, sin certeza alguna —y más bien sin esperanzas— de que llegue a su destinataria: «es una carta de amor, que se lleva el viento pintado en mi voz, a ninguna parte, a ningún buzón». La canción consta, aparte del estribillo, de dos estrofas iniciales de estructura similar, seguidas por otra estrofa compuesta por versos en donde se describe la experiencia sensible a través de la figura de "si fui esto o aquello fue por tu amor Lucía". El autor casi no habla de Lucía en el poema, no la describe, no da señas sobre ella, ni ensalza directamente sus características. La letra está centrada en lo que Lucía ha producido en él («si alguna vez fui bello y fui bueno, fue enredado en tu cuello y tus senos»). Lucía es esencialmente maravillosa por cómo lo hizo sentir a él y por la huella imborrable que le ha dejado de esos sentimientos sublimes.
Muchas veces le han preguntado a Serrat en entrevistas por la existencia real de Lucía, pero el artista elude aportar detalles: «no hay mucho que contar. Como dice el bolero, es lo que pudo haber sido y no fue. Pero también fue lo que fue y, a fin de cuentas, en la vida lo que queda es lo que cuenta». Sin embargo, hay versiones periodísticas que señalan que Serrat habría confesado que su canción relata una historia real, de modo que Lucía, según esta fuente, habría sido un viejo amor a quien el cantautor jamás pudo olvidar, llegando incluso a llamarla el día de su boda para recordarle que la seguía amando.. 
El cantautor cubano Santiago Feliú confirmó en 2011 la versión acerca de la boda de Lucía, revelando que habría escuchado esto directamente de Serrat en 1997. La anécdota aparece en un artículo de prensa en el que Feliú se refiere a la gran influencia que ejerció esta canción en su propia formación como compositor. Relata que muchas veces cantó «Lucía» y siempre sostenía  que «esta es la mejor canción de amor que existe». Le parecía perfecta porque reunía todas las características deseables para un tema musical de amor: «una melodía ingeniosamente elegante que se podía manejar con la guitarra (aunque la conocí ya orquestada), un texto que combinaba líneas muy directas y otras más metafóricas, y el tema del amor perdido, la nostalgia, cierto desamor por tanto amor». Además de confesarle que le parecía una maldad haber llamado a Lucía en el día de su boda, Serrat le habría dicho a Feliú en esa oportunidad que ya no recordaba si había escrito esta canción antes o después de la boda de Lucía, un olvido que a Feliú le pareció muy gracioso.
René León —quien ha mantenido una extensa relación de colaboración y amistad con Serrat durante casi medio siglo, siendo promotor y productor de sus giras en México— se ha referido en entrevistas a la canción «Lucía», señalando que sería una de las canciones más solicitadas por el público en los conciertos y presentaciones en vivo del artista. También él aporta su versión sobre una «Lucía real», relatando que la canción habría sido compuesta para una azafata de la línea aérea Iberia de quien Serrat habría estado enamorado en aquella época, señala además que por aquellos tiempos el artista era «un auténtico galán conquistador, impactante para el género femenino»
El propio autor solo dice que aunque quedó inmediatamente satisfecho con el resultado de su composición en cuanto acabó de escribirla, hubiese preferido no tener que escribir jamás nada como esa canción «porque eso significaría que no habría sufrido por amor».

## Otras versiones
La canción ha sido versionada o interpretada en importantes conciertos en vivo por varios artistas, entre otros:
- Rosario (1995, grabación en homenaje a Joan Manuel Serrat)[9]
- Rosario y  Miguel Bosé (1995, durante la ceremonia de premiación de Serrat)[10]
- Pasión Vega (2010)[11]
- David Bisbal y Manu Tenorio(2001, durante la gala de «Operación triunfo»[12]
- Joan Manuel Serrat y Joaquín Sabina (Dos pájaros de un tiro, es un disco grabado en vivo en 2007 e incluye «Lucía» en una versión especial de edición limitada (compuesta por dos CD y un DVD). El álbum lo publicó la discográfica Sony BMG y es uno de los productos de la gira conjunta que hicieron ambos artistas por España y América Latina).
- Joan Manuel Serrat y Silvio Rodríguez (2014, Antología desordenada)[13]